# Isidro Leyva Galeano
Isidro Leyva Galeano (Badajoz, 1958 - Almendralejo,  9 de abril de 2018) fue un actor y director de teatro español. 

## Biografía
Isidro Leyva empezó a actuar con 14 años, fue uno de los fundadores del Suripanta Teatro, en Colectivo de Actores y creó Noa Teatro. Se especializó en llevar al escenario la biografía de personajes históricos, a base de reescribir él mismo para hacerlas obras de teatro. Así llevó a los teatros personajes como Francisco Pizarro, Hernán Cortés, Luis Chamizo, Felipe Trigo, Donoso Cortés, Arias Montano, El Brocense o Espronceda. Posteriormente, hacía que los vecinos de los pueblos se convirtieran en actores, escenógrafos y vestuario. En Badajoz dirigió cuatro años la representación teatral de la fiesta que conmemora la fundación de la ciudad, Al-Mossassa.